# Tortula berthoana
Tortula berthoana är en bladmossart som beskrevs av Thériot 1926. Tortula berthoana ingår i släktet tussmossor, och familjen Pottiaceae. Inga underarter finns listade i Catalogue of Life.